# Barend Barendszoon Lam

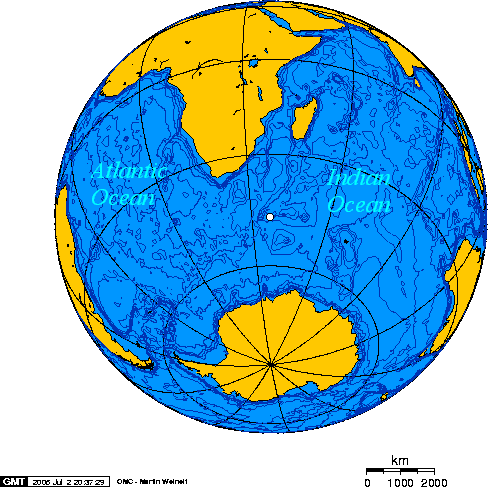
Positie van de door Barend Lam ontdekte Prins Edwardeilanden

Barend Barendszoon Lam van Bunschoten was een Nederlands zeevaarder die ten minste drie keer als schipper voor de Vereenigde Oostindische Compagnie (VOC) heeft gevaren.
Op 27 juni 1657 verliet hij met het schip de Walvis de haven van Goeree en kwam op 2 november aan bij Kaap de Goede Hoop. Die verliet hij op 11 november waarna het schip op 1 februari 1658 in Batavia (Nederlands-Indië) aankwam.
Op 9 oktober 1662 vertrok hij als schipper op het schip de Maerseveen vanuit Texel naar Batavia. Op 4 februari 1663 kwamen zij voor de gebruikelijke tussenstop aan bij Kaap de Goede Hoop, die ze op 19 februari verlieten. Op 4 maart nam hij twee onbekende eilandjes waar op zo'n 2300 kilometer ten zuidoosten van Kaap de Goede Hoop: de Prins Edwardeilanden. Hij gaf ze de naam Dina (Prins Edwardeiland; 46°38' ZB 37°57' OL) en Maerseveen (Marioneiland;  46°54' ZB 37°45' OL). Omdat Barend Lam de verkeerde breedtegraad van de eilanden noteerde, (41° ZB) waren deze eilanden meer dan een eeuw onvindbaar. Na de waarneming voeren ze door naar Batavia waar ze op 11 mei aankwamen. In december van dat jaar voer het schip onder Jan Hermanszoon terug naar Nederland waar het in augustus 1664 aankwam. Het schip verging in de Tweede Engels-Nederlandse Oorlog op 13 juni 1665 tijdens de Slag bij Lowestoft. 
Een derde tocht van Barend Lam als schipper voor de VOC was op het schip de Wassende Maan van Batavia naar Vlie waar hij op 5 oktober 1666 aankwam.